# Fernando Arenas del Buey
Fernando Arenas del Buey (Larache, protectorado español de Marruecos, España, 1934 - 15 de diciembre de 2015) fue un político español perteneciente al UCD, antiguo consejero de la Junta de Andalucía.

## Biografía
Fernando Arenas del Buey era licenciado en Derecho y estuvo inscrito como abogado de los ilustres colegios de Jaén y Madrid en España.
Fernando Arenas del Buey fue miembro de la ya extinta UCD de Jaén. Fue consejero de Salud de la Junta de Andalucía (1979-1982) así como senador por la provincia de Jaén (1982). En una entrevista en 2011 afirmó estar durante el proceso autonómico en la línea ideológica de batallar por las dos Andalucías junto a Antonio Jiménez Blanco y Antonio José Iglesias Casado.